# Linia kolejowa Pasewalk – Gumnitz
Linia kolejowa Pasewalk – Gumnitz to jednotorowa, niezelektryfikowana linia kolejowa o długości 19,4 km położona w kraju związkowym Meklemburgia-Pomorze Przednie, łączyła stację Pasewalk Ost z przystankiem Gumnitz.

## Historia
Na początku lat 50. XX wieku został zbudowany odcinek z Gumnitz do Drögeheide. Budowana linia miała zapewnić połączenie kolejowe dla nowo powstałych obiektów militarnych na terenie Puszczy Wkrzańskiej pomiędzy Torgelow i Eggesin. Duża część prac została wykonana w ramach tzw. Służby dla Niemiec (Dienst für Deutschland). W celu zwiększenia "stanu gotowości" Nationale Volksarmee linia została przedłużona pod koniec lat 50. XX wieku do Pasewalku. Oficjalne otwarcie całej trasy odbyło się 7 października 1959 roku, w dziesiątą rocznicę utworzenia Niemieckiej Republiki Demokratycznej.
Od czasu oddania linii do użytkowania do 30 maja 1964 roku pomiędzy Pasewalk i Uhlenkrug odbywał się ruch pociągów pasażerskich. Na stacji Pasewalk Ost nie zatrzymywały się pociągi, z powodu braku peronu. Na potrzeby ruchu pociągów towarowych do wojska, stacje w Spechtberg, Drögeheide i Uhlenkrug zostały wyposażone w tory oraz rampy załadunkowe. W celu ominięcia od wschodu zniszczeń wojennych na terenach kolejowych w Pasewalku, w roku 1973 w okolicach Krugsdorf została wybudowana łącznica umożliwiająca jazdę w kierunku Szczecina.
Po zjednoczeniu Niemiec Nationale Volksarmee zostało zlikwidowane, a przewozy pomiędzy Gumnitz i Drögeheide zostały zawieszone 14 marca 1994 roku. Latem tego samego roku rozpoczęto rozbiórkę tego odcinka. Pozostała część linii pomiędzy Drögeheide a Pasewalk Ost jest obecnie sporadycznie wykorzystywana do przewozów towarowych. Budynek dworca w Uhlenkrug spłonął podczas pożaru lasu w 1999 roku.